# Khalil El Moumni
Khalil El Moumni (en arabe : خليل المومني), né le 1er juillet 1941 à Bni Mansour (Maroc) et mort le 21 novembre 2020 à Oujda (Maroc), est un imam, prédicateur, écrivain et conférencier marocain.
Prêchant à la mosquée Annasr de Rotterdam entre 1992 et 2006, Khalil El Moumni est une figure emblématique pour la jeunesse marocaine aux Pays-Bas, grâce à ses conférences et à ses prêches islamiques arabophones. En 1998, il fait la une des journaux aux Pays-Bas, accusé de propos homophobes pendant ses prêches à la mosquée. Il est poursuivi par le Ministère public jusqu'en 2002, date à laquelle il remporte le procès.
En 1998, il rédige un ouvrage intitulé "Vivre en Europe en tant que musulman" dans lequel il partage des fatwas (avis juridiques). Plus tard, en 2001, il est à l'origine de l'écriture du livre "Pourquoi je suis musulman ?", qui est ensuite traduit en néerlandais.

## Biographie
El Moumni commence sa carrière en tant qu'imam de la mosquée Badr à Oujda, au Maroc. En 1991, il se voit interdire de prêcher par le ministère des Affaires religieuses pour avoir incité et encouragé des étudiants croyants à participer à des émeutes et à recourir à la violence contre les étudiants de gauche. Il centre ses prêches sur l'activiste politique et dissident Abraham Serfaty, qu'il qualifie de « juif sioniste ». Selon le politologue marocain Mohamed Darif, El Moumni est un partisan du cheikh Abdessalam Yassine et de son mouvement Justice et Bienfaisance (Al Adl Wal Ihsane). Yassine est souvent en conflit avec le régime marocain en raison de ses idées islamiques radicales.
Après une année sans emploi, El Moumni est amené aux Pays-Bas en 1992 par le conseil d'administration de la mosquée Annasr, qui le nomme imam. Sa venue entraîne une forte augmentation du nombre de fidèles à la mosquée Annasr. El Moumni développe un réseau et est invité en tant qu'orateur dans différentes mosquées aux Pays-Bas, en Belgique, en France, en Allemagne et au Danemark.
En 1998, des accusations sont portées contre lui après avoir prêché en arabe dans sa mosquée que la civilisation occidentale est une civilisation sans morale. Quarante-neuf personnes et organisations déposent une plainte contre lui. L'imam prétend être mal compris. Bien que le ministère public décide de le poursuivre, il perd finalement le procès intenté contre El Moumni le 8 avril 2002 et l'appel le 18 novembre 2002,,. El Moumni s'en sort avec une simple amende de 1.200 euros.
Le 3 mai 2001, il intervient dans l'émission d'actualités NOVA pour parler de l'augmentation de la violence anti-homosexuelle parmi la jeunesse marocaine,. Il déclare notamment que « si la maladie de l'homosexualité se propage, tout le monde peut être infecté... C'est ce que nous craignons... Qui fera encore des enfants si les hommes se marient entre eux et les femmes aussi ? ».
Le 23 juin 2006, peu avant son 65e anniversaire, El Moumni met fin à sa carrière de 46 ans avec un dernier service à la mosquée Annasr. Il encourage les fidèles à utiliser la mosquée également pour des activités sociales, et pas seulement pour la prière. 

### Maladie et mort
Alors qu'il retourne s'installer définitivement à Oujda au Maroc, il décède en 2020 à l'âge de 79 ans des suites de la pandémie de Covid-19,,,.

## Prise de position
En matière d'homoséxualité, Khalil El Moumni maintient une position ferme basée sur les préceptes de l'islam. Il souligne, en référence au Coran, que cette pratique est considérée comme un péché, remontant au récit coranique du peuple de Loth. Il insiste sur la gravité de cet acte, qu'il estime en contradiction avec la dignité humaine élevée par Allah.
Concernant l'adaptation de l'islam à la société néerlandaise, Khalil El Moumni adopte une approche nuancée. Il soutient que l'islam encourage l'intégration dans toute société, pourvu que cela n'entre pas en conflit avec les principes religieux, culturels et moraux. Néanmoins, il exprime des réserves quant à l'acceptation légale de l'homosexualité aux Pays-Bas, la considérant comme une menace pour la société.
Lorsqu'il évoque les Pays-Bas comme un éventuel équivalent moderne de Sodome et Gomorrhe, Khalil El Moumni critique la démocratie néerlandaise. Il souligne que la liberté ne signifie pas un consentement à toutes les pratiques, mettant en garde contre les conséquences d'une propagation de l'homosexualité dans la société multiculturelle néerlandaise.

### Ouvrages
Cette bibliographie présente quelques ouvrages de référence. Ceux utilisés pour la rédaction de cet article sont suivis du symbole .

#### Ouvrages spécialisés
- (nl-BE) Leven als moslim in Europa : de fatwa's van Khalil el-Moumni, imam van de Nasr-moskee in Rotterdam, Gent : Centrum voor Islam in Europa, 1998., 1998, 31 p. (ISBN 9057960044).

- (nl) Khalil el Moumni, Waarom Ben Ik Moslim?, Paperback/pocket, 2001, 84 p.